# Noisia
Noisia (bestehend aus Nik Roos, Martijn van Sonderen und Thijs de Vlieger) war ein niederländisches Musikproduzenten-Trio aus Groningen. Erste Bekanntheit erlangte es vor allem durch seine Drum-and-Bass-Veröffentlichungen. Eine breitere Öffentlichkeit erreichte es durch das Remixen bekannter Künstler wie Robbie Williams, Katy Perry, Pendulum, Skrillex, Moby, The Prodigy, Deadmau5 und Labrinth und die Zusammenarbeit als Produzenten unter dem Namen Nightwatch mit Korn, Hadouken! und Kraantje Pappie.
Stilistisch bewegte sich das Trio in einem sehr großen Feld, welches von Neurofunk-Drum and Bass, House, Breaks, Hip-Hop und Elektro-Pop bis hin zu Videospielmusik reichte.
Ältere Aliasse des Trios sind Drifter und Hustle Athletics. Ebenfalls erwähnenswert ist ihre Hip-Hop-Gruppe De Huilende Rappers und das Projekt I Am Legion mit den Foreign Beggars. Martijn van Sonderen gründete mit Jaap de Vries, einem der Manager von Noisia, das Duo Zonderling.

## Karriere
Ihr erstes Release hatte das Trio 2003 auf dem Label Nerve Recordings. Weiter haben Noisia unter anderem auf den Labels Subtitles, Renegade Hardware und Moving Shadow veröffentlicht. Im Jahr 2005 startete die Band ihr eigenes Label Vision Recordings, ein Jahr später folgte das Label Division, welches bis 2020 als Plattform für ihre House- und Breaksproduktionen diente. Im Juni 2008 veröffentlichten sie die Mix-CD FabricLive.40, welche auch viele eigene Lieder enthielt, aber dennoch ein weites Spektrum an unterschiedlichen Genres aufwies. Im Februar 2009 wurde ihr Remix von The Prodigys Single Omen herausgebracht.
2010 veröffentlichten Noisia ihr erstes Studioalbum unter dem Namen Split The Atom. Die erste Singleauskopplung war Machine Gun mit einhergehenden Remixes von Spor, 16 Bit und Amon Tobin, auf ihrem Label Division. 2012 wurde Split the Atom als erweiterte Special Edition über das Musiklabel Mau5trap Recordings von Deadmau5 neuveröffentlicht.
Außerdem produzierte Noisia Soundtracks für die Videospielreihe Wipeout und den Videospielen MotorStorm: Apocalypse, DmC: Devil May Cry und Counter-Strike: Global Offensive.
2016 veröffentlichten Noisia ihr zweites Studioalbum Outer Edges mit den ersten Singleauskopplungen Anomaly und Collider. Parallel dazu starteten sie eine gleichnamige, audiovisuelle Showtour.
Am 17. September 2019 kündigte Noisia im Internet die Auflösung Ende 2020 an. Die Auflösung wurde im April 2020 jedoch aufgrund der COVID-19-Pandemie auf 2021 verschoben.
Nachdem Thijs de Vlieger als Thys im Jahr 2020 seine Solokarriere mit der EP Unmoved Mover / Unwound gestartet hatte, veröffentlichte Nik Roos am 12. März 2021 als Sleepnet die First Light EP.
Im April 2022 kündigten Noisia ihr voraussichtlich letztes Album unter dem Titel Closer zur Veröffentlichung am 12. Mai 2022 an.

## Diskografie

### Alben
- Split the Atom (2010, Vision Recordings)
- Split the Atom: Special Edition (2012, Mau5trap Recordings)
- DmC: Devil May Cry: Noisia Soundtrack (2013, Division Recordings)
- Ten Years of Vision Recordings (2015, Vision Recordings)
- Outer Edges (2016, Vision Recordings)
- Outer Edges Remixes (2017, Vision Recordings)
- Closer (2022, Vision Recordings)

### EPs
- Monster EP (2005, Subtitles Music)
- Block Control EP (2005, Moving Shadow)
- Collision EP (2008, Vision Recordings)
- Imperial EP (2012, Vision Recordings)
- Purpose EP (2014, Vision Recordings)
- Incessant EP (2015, Vision Recordings)
- Dead Limit EP (2015, Vision Recordings)

### Singles
- Silicon / Tomahawk (2003, Nerve Recordings), Tomahawk mit Mayhem
- Masada / Lifeless  (2004, Citrus Recordings), Lifless von Spinor
- Drytears / Cloudshine (2004, Fokuz Recordings), Drytears von Predator & Adi J
- Hubcap / Backdraft (2004, Subtitles Music)
- Vanishing Point / Echelon  (2004, Shadow Law Recordings), Echelon von Mayhem und Kiko
- Mindstorm / Timechaser (2004, Shadow Law Recordings), Timechaser mit Milo und Prolix
- Centepod / Stranded V 1.0 (2005, Obsessions), Centepod mit Mayhem und Pacific, Stranded V 1.0 von Kemal und Black Sun Empire
- On Your Mind / Crippled (2005, Sound Trax), mit Pacific
- Sacrifice / Dead Air (2005, Renegade Hardware), Sacrifice mit The Upbeats, Dead Air mit Phace und Stu von Cause 4 Concern
- Brainstitch (2005, Shogun Audio)
- The Tide / Concussion (2005, Vision Recordings)
- The Flow / The Ooze (2005, Monkey Bizness), The Ooze von Stampede
- Lockjaw / Absolom (2005, Citrus Recordings), Lockjaw mit Mayhem, Absolom von Spinor
- Lost Cause / Choke (2006, Vision Recordings), Lost Cause mit TeeBee, Choke mit Mayhem und MC Verse
- Gutterpump (2006, Passenger), Re-Release: Gutterpunk (2008, Skint)
- Homeworld / Outsource (2006, Citrus Recordings), mit Phace
- Bad Dreams / Omissions (2006, Vision Recordings)
- Facade / Moonway Renegade (2006, RAM Records), Moonway Renegade mit Mayhem
- End Game / Unveil (2006, Virus Recordings)
- Afternoon Delight / Angel Eyes (2006, Engine Music), mit Shanodin
- Exodus (2007, Vision Recordings), mit Mayhem und KRS-One
- Shower for an Hour / Moon Palace (2007, Subtitles Music), mit TeeBee
- Yellow Brick / Raar (2007, Division Recordings)
- Facade VIP / Skanka (2007, RAM Records), Skanka von Gridlok
- Seven Stitches / Groundhog (2008, Division Recordings)
- Splash Step / Diplodocus (2008, Quarantine), Splash Step von Break
- Creep Out / The Bends (2008, Non Vogue), Creep Out mit The Upbeats, The Bends von The Upbeats und Maldini (Bad Company UK)
- Mordez Moi / B.R.U.L. (2008, Division Recordings), Mordez Moi von Feed Me
- Stigma / Crank (2008, Vision Recordings)
- Contact (2009, Dented Records), mit Foreign Beggars
- Mammoth / Sore Point (2009, Neosignal Recordings), Mammoth von Phace und Misanthrop, Sore Point mit Phace
- Deception (2009, RAM Records), Teil der Dimensions 4 EP
- The Bells / Last Look (2009, Metalheadz)
- CCTV / Factory 5 (2009, Neosignal Recordings), CCTV mit Phace, Factory 5 von Misanthrop
- Machine Gun (2010, Division Recordings)
- Desert Orgy / Stagger (2010, Neosignal Recordings), Desert Orgy von Phace und Misanthrop, Stagger mit Phace
- Brain Bucket / Falling Through (2010, Vision Recordings), Brain Bucket mit Ed Rush & Optical, Falling Through mit Spor
- Tommy's Theme (2010, Mau5trap Recordings)
- Floating Zero (2010, Invisible Recordings), mit Phace
- Energie / Micro Organism (2010, Neosignal Recordings - Energy EP), Energie von Phace und Misanthrop, Micro Organism mit Phace
- Program / Regurgitate (2011, Vision Recordings), Program mit Phace
- Friendly Intentions / Displaced (2011, Vision Recordings)
- Blindfold / Krypto (2012, Non Vogue), Blindfold mit The Upbeats, Krypto von The Upbeats und Gridlok
- Hyenas / The Liquid (2013, Vision Recordings), Hyenas mit Calyx & TeeBee, The Liquid mit Evol Intent

### Remixe
- Nitekeen - Police Brutality (Noisia Remix) (2003, Total Advance Music)
- Falcon - Retro (Noisia Remix) (2004, Citrus Recordings)
- Konflict - Messiah (Noisia Remix) (2005, Renegade Hardware)
- Freestylers mit Pendulum - Painkiller (Noisia Remix) (2006, Against The Grain)
- Atom & Cell - Pressure (Noisia Remix) (2006, Darkitek Records)
- Skynet - Carbon Shock (Noisia Remix) (2006, Sudden Def Recordings)
- Soulproof - Untrue (Noisia Remix) (2006, Rehab Music)
- Mindscape - No Escape (Noisia Remix) (2007, Citrus Recordings)
- Amon Tobin - Kitchen Sink (Noisia Remix) (2007, Ninja Tune)
- Robbie Williams – Bongo Bong and Je Ne T'aime Plus (Noisia Remix) (2007, Chrysalis Records)
- Hadouken! - Liquid Lives (Noisia Remix) (2007, Atlantic Records)
- Moby - Alice (Noisia Remix) (2008, Mute Records)
- The Prodigy - Omen (Noisia Remix) (2009, Take Me to the Hospital, Universal)
- Don Diablo & Example - Hooligans (Noisia Rmx) (2009, Data Records)
- Contact (Noisia Remix) (2009, Dented Records)
- Skrillex - Scary Monsters And Nice Sprites (Noisia Remix) (2010, Mau5trap Recordings)
- Le Castle Vania - Nobody Gets Out Alive (Noisia Remix) (2010, Always Never)
- Ram Trilogy - No Reality (Noisia Remix) (2011, RAM Records)
- Katy Perry - E.T. (Noisia Remix) (2011, Capitol Records)
- Icicle - Spartan (Noisia Remix) (2011, Shogun Audio)
- Deadmau5 - Raise Your Weapon (Noisia Remix) (2011, Mau5trap Recordings / EMI UK / Ultra Records)
- Labrinth - Earthquake (Noisia Remix) (2011, SyCo Music / Sony Music)
- Boemklatsch – Think Big (Noisia Remix) (2011, Lektroluv)
- The Prodigy - Smack My Bitch Up (Noisia Remix) (2012, XL Recordings)
- Skrillex - Bug Hunt (Noisia Remix) (2012, Walt Disney Records)
- Mark Knight mit Skin - Nothing Matters (Noisia Remix) (2012, Toolroom Records)
- Black Sun Empire - Arrakis (Noisia Remix) (2013, Blackout Music NL)
- Momoiro Clover Z - Lost Child (Noisia Remix) (2014)
- Pendulum - Hold Your Colour (Noisia Remix) (2018)

### Alben als I Am Legion
- I Am Legion (2013, Division Recordings)

### Produktionen als Nightwatch
- Hadouken! - For the Masses (2010, Surface Noise), Album-Produktion
- Alexis Jordan - High Road (2011, Roc Nation)
- Don Diablo – Mezelluf (2011, Sony Music)
- Korn - The Path of Totality (2011, Roadrunner Records), Produktion von Kill Mercy Within’, Burn the Obedient und Let’s Go
- Kraantje Pappie – Crane (2012, Noah's Ark), Albumproduktion
- Korn - The Paradigm Shift (2013, Prospect Park / Universal Music), Produktion von Spike in My Veins
- I Am Legion – Choosing for You (Nightwatch Remix) (2013, Spinnin' Records)
- Dream McLean – Sloe Gin (2013, More Than Alot Records)
- Kraantje Pappie - Crane II (2014, Noah’s Ark / Top Notch Music)[8]

### EPs als Hustle Athletics
- Lekker EP (2006, Love Breakz)[9]

### Singles als Drifter
- Deeper Love (2005, Shogun Audio)
- Come True / Leola (2005, Horizons Music)
- Close to Me (Matrix Remix) / She Gives Me Forever (2005, Timewave Audio)

### Soloprojekte
- Thys (Thijs de Vlieger) - Unmoved Mover / Unwound EP (2020, Vision)
- Sleepnet (Nik Roos) - First Light EP (2021, Vision)